# Tudor-ház
A Tudor-ház (angolul: House of Tudor), egy walesi származású uralkodóház, amely az Angol Királyság és birtokai, valamint a megszállt Ír Uradalom (1542-től Ír Királyság), továbbá Wales királyait adta 1485-től 1603-ig hat uralkodó, VII. Henrik, VIII. Henrik, VI. Eduárd, Lady Jane Grey, I. Mária és I. Erzsébet személyében. A Tudorok a Plantagenêt-házat követték és a velük leányágon rokon Stuart-ház követte őket az angol trónon. Az első Tudor-házi uralkodó, VII. Henrik király a Lancaster-ház (ami a Plantagenêt-ház egyik oldalága) törvényes leszármazottja volt. Henrik trónra lépése vetett véget az 1455-óta tartó rózsák háborújának. A Tudorok fennállásuk alatt végig fenntartották igényüket a Francia Királyság trónjára is. E dinasztiát viszonylag rövid története ellenére sokan Anglia legfontosabb királyi családjának tekintik, VIII. Henriket és leányát, I. Erzsébetet pedig egyaránt a brit történelem legnagyobb hatású alakjai között tartják számon, akik megalapozták országuk évszázadokig tartó nagyhatalmi státuszát.

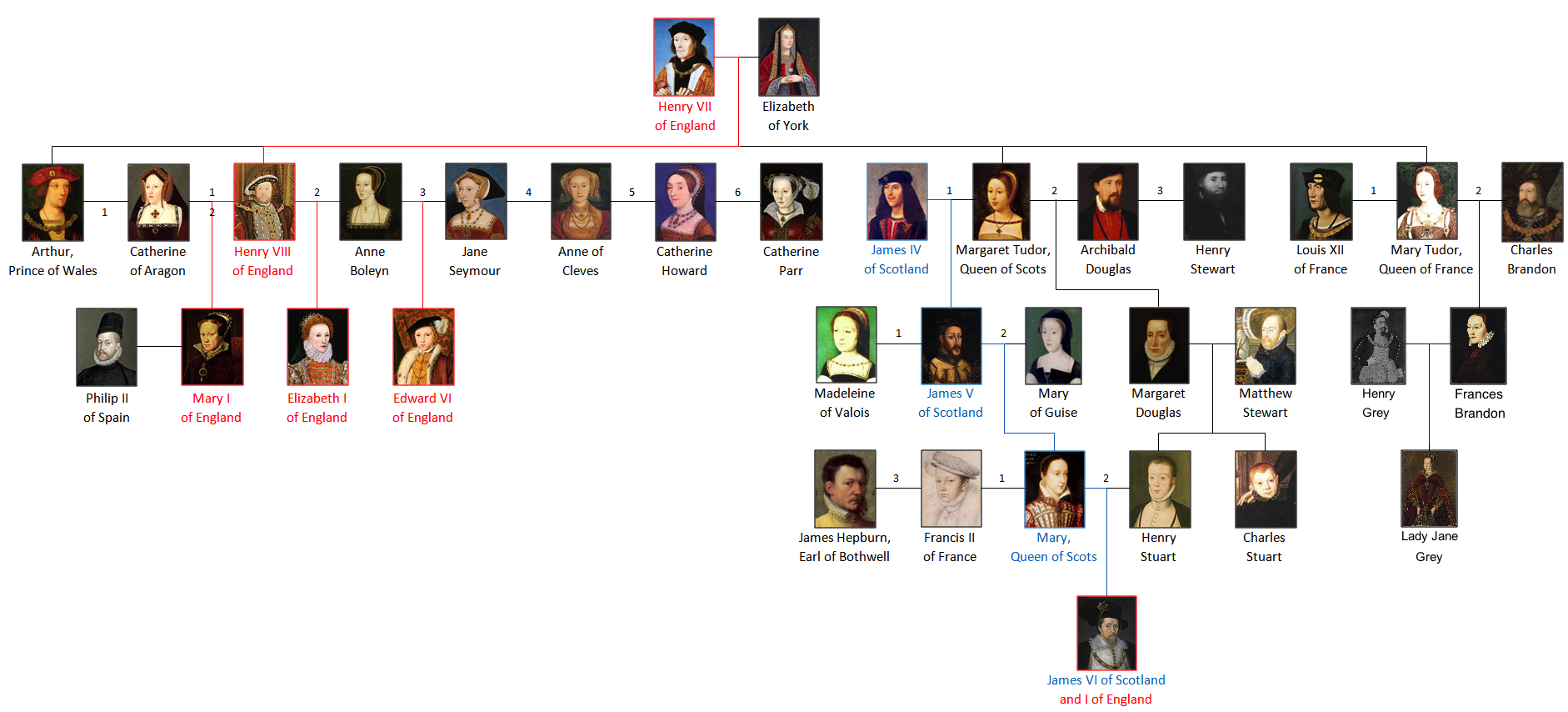
Tudor-ház

## Út a trónig
A Tudorok John Beaufort leszármazottai, aki Katherine Swynford törvénytelen fia volt a XIV. századi angol hercegtől, John of Gaunttól, (III. Eduárd harmadik életben maradt fiától). Az uralkodóház törvénytelen leszármazottainak általában nincs joguk a trónra, ez esetben a helyzet azonban nem volt ilyen egyszerű, mivel Gaunt 1396-ban végül feleségül vette Swynfordot, 25 évvel John Beaufort születése után. A házasságra való tekintettel az egyház még ugyanebben az évben egy pápai bulla útján, visszamenőlegesen kinyilvánította, hogy a Beaufortok törvényes leszármazottak (ezt 1397-es parlamenti törvényben rögzítették is). Egy későbbi kiáltványában John of Gaunt törvényes fia, IV. Henrik elismerte a Beaufortok jogát, de kijelentette, hogy soha nem örökölhetik a trónt. Ennek ellenére a Beaufortok továbbra is közeli szövetségesei maradtak a szintén Gaunttól származó Lancaster-háznak.
Lady Margaret Beaufort John Beaufort unokája volt. Margaret jelentős örökösnő volt, hozzáment Tudor Edmundhoz, Richmond első grófjához. Tudor a walesi Owain Tewdr (angolosítva "Owen Tudor") és Katherine de Valois fia volt, utóbbi a Lancaster-házi V. Henrik özvegye volt. Tudor Edmund és testvérei törvénytelenek voltak, esetleg titkos házasságból való utódok, szerencséjüket féltestvérük, VI. Henrik jóindulatának köszönhették. Mikor a Lancaster-ház elvesztette hatalmát, a Tudorok következtek.
Edmund fia, Tudor Henrik Bretagne-ban nőtt fel, száműzetésben, míg anyja, Lady Margaret Angliában maradt, újraházasodott, és próbálta előrébb vinni fia ügyét a királyságban, ahol ekkor a rivális York-ház uralkodott.

## Út a rózsák háborúja elnevezésének eredetétől a Tudor-rózsáig
A rózsák háborúja a modern korban elterjedt megnevezése a többéves szünetekkel tarkított összecsapás-sorozatnak. Általában Walter Scottnak tulajdonítják a szó megalkotását, amely 1829-es regényében, az Anne of Geiersteinben jelent meg. A kifejezés azonban már feltűnt Sir John Oglander 1646-os röpiratában, amelynek címe, The Quarrel of the Warring Roses (szabad magyar fordításban: Háborúzó rózsák veszekedése), és David Hume filozófus is használta a két rózsa háborúja kitételt 1762-ben kiadott, Anglia történelmét ismertető könyvében. Habár a kifejezést a 15. században nem használták, maga a gondolat, hogy a polgárháborút a rózsák vetélkedésével szimbolizálják, a kor találmánya.

York-rózsa
Lancaster-rózsa
Tudor-rózsa

A polgárháborúban a fehér rózsa IV. Eduárd angol király és a York-ház egyik fő jelvénye volt, de 1485-nél korábbról nincs emlék a vörös rózsa lancasteri használatára, vagy a két rózsa vetélkedésére. Ezt követően azonban elterjedt a Tudor-ház vörös rózsájának kiterjesztése a Lancaster-ház képviselőire, és a szimbólum megjelent az irodalomban, a képzőművészetben és az építészetben. Ekkor terjedt el a két rózsát kombináló jelkép, amely a York- és a Lancaster-ház egyesülését fejezte ki a Tudor-ház révén.
A rózsák egyesülése annyira mindennapossá vált a Tudor-propagandában, hogy VIII. Henrik 1509-es koronázásakor John Skelton költő A Laud and Praise Made for Our Sovereign Lord the King című versében hízelegve arról írt, hogy a két rózsa eggyé válva kisarjad („both White and Red / In one Rose now doth grow”). A rózsák háborújának gondolata William Shakespeare VI. Henrik című drámájában is megjelenik, amikor a második felvonás negyedik színében a rivális urak, Edmund Beaufort, Somerset hercege és Plantagenet Richárd yorki herceg találkozik a templomkertben, ahol kísérőik vörös és fehér rózsák szakításával választanak közöttük. A jelenetben Richárd felszólítja minden hívét, hogy szakítson fehér rózsát „Ha véli, hogy igazság volt szavam,” mire Somerset így válaszol: „Szakítson az, ki nem hizelgő, gyáva / És az igazság pártján állni meg, /Piros rózsát e tőrül énvelem”.

## Anglia Tudor-uralkodóinak listája

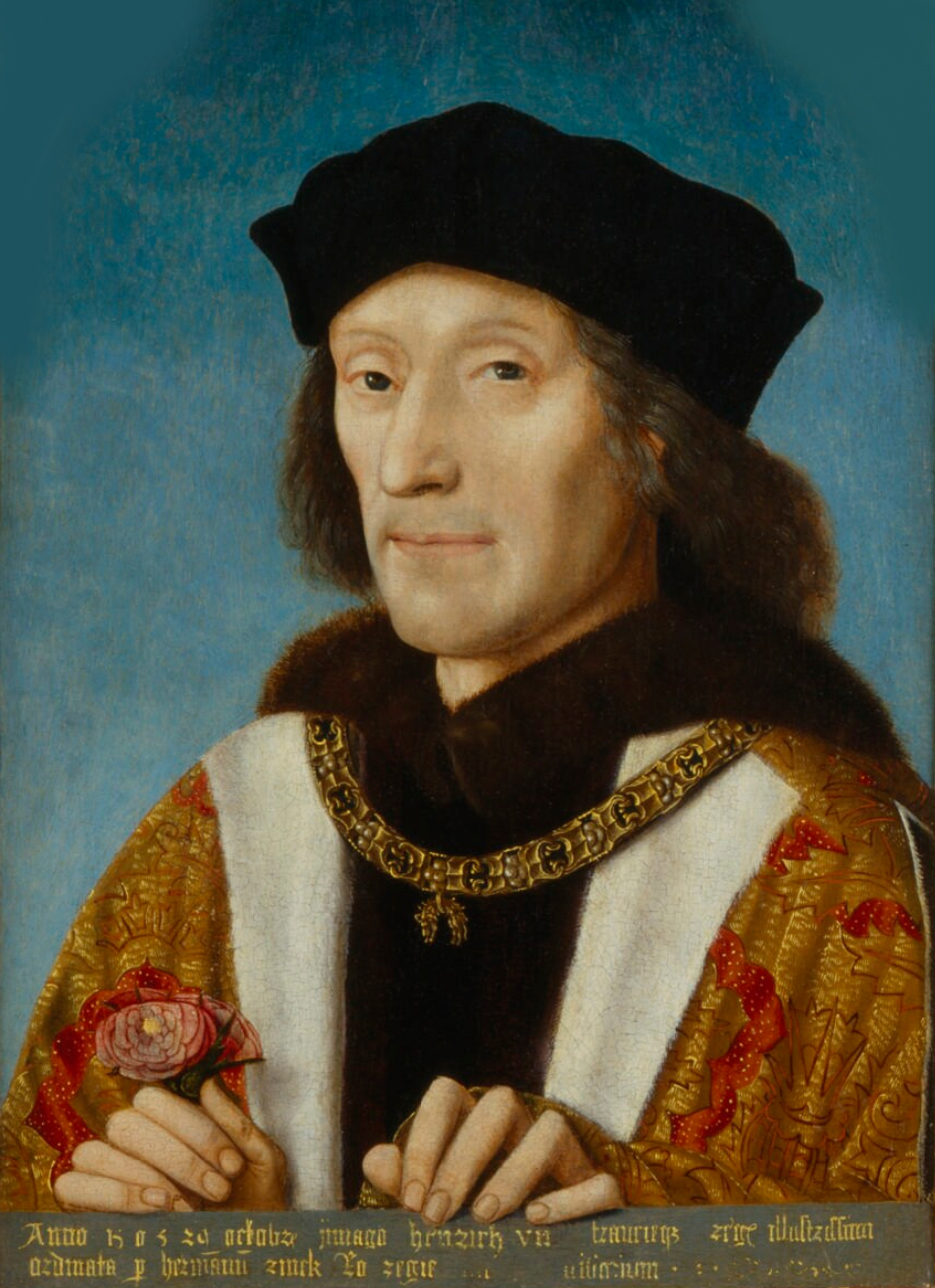
VII. Henrik
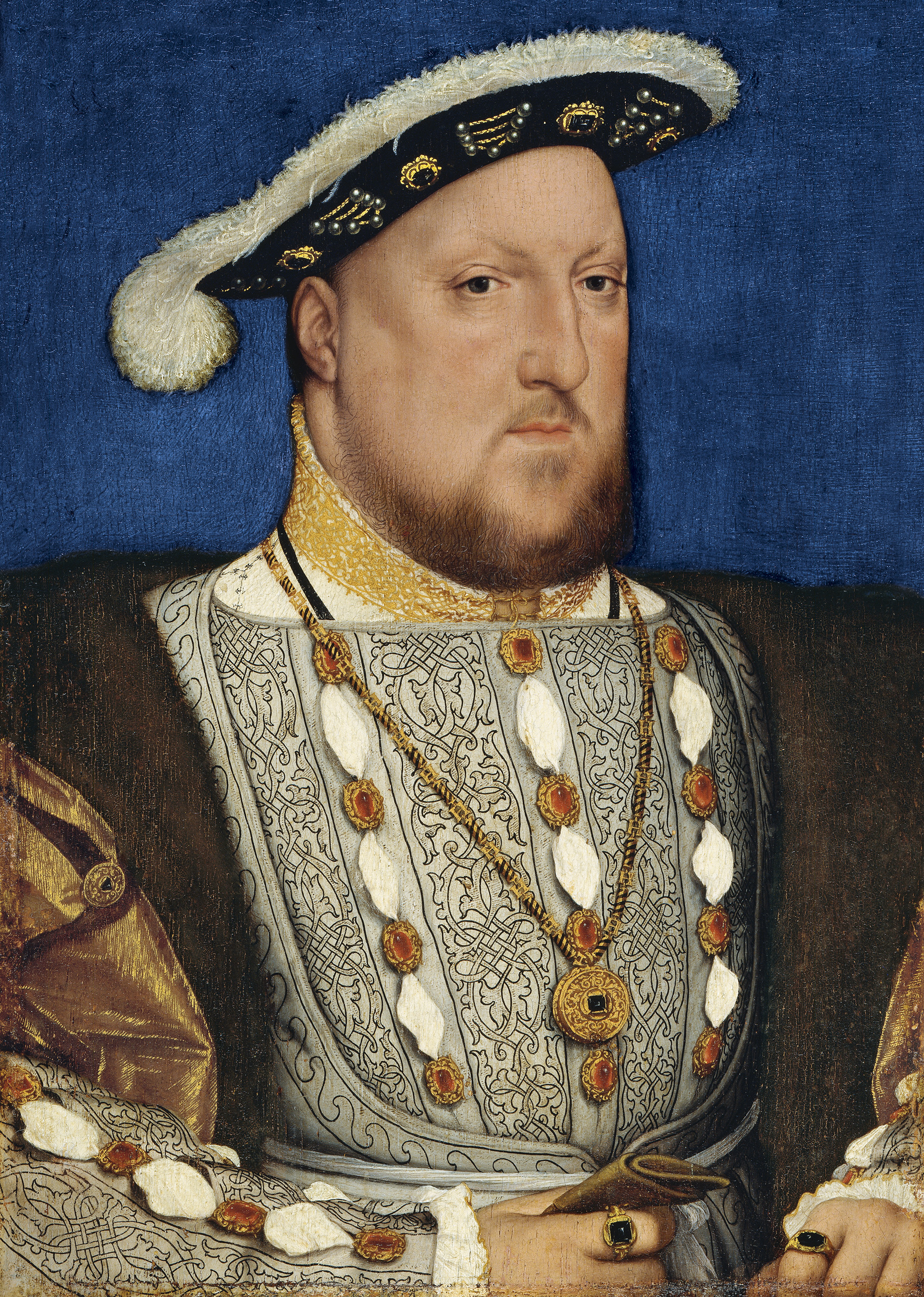
VIII. Henrik
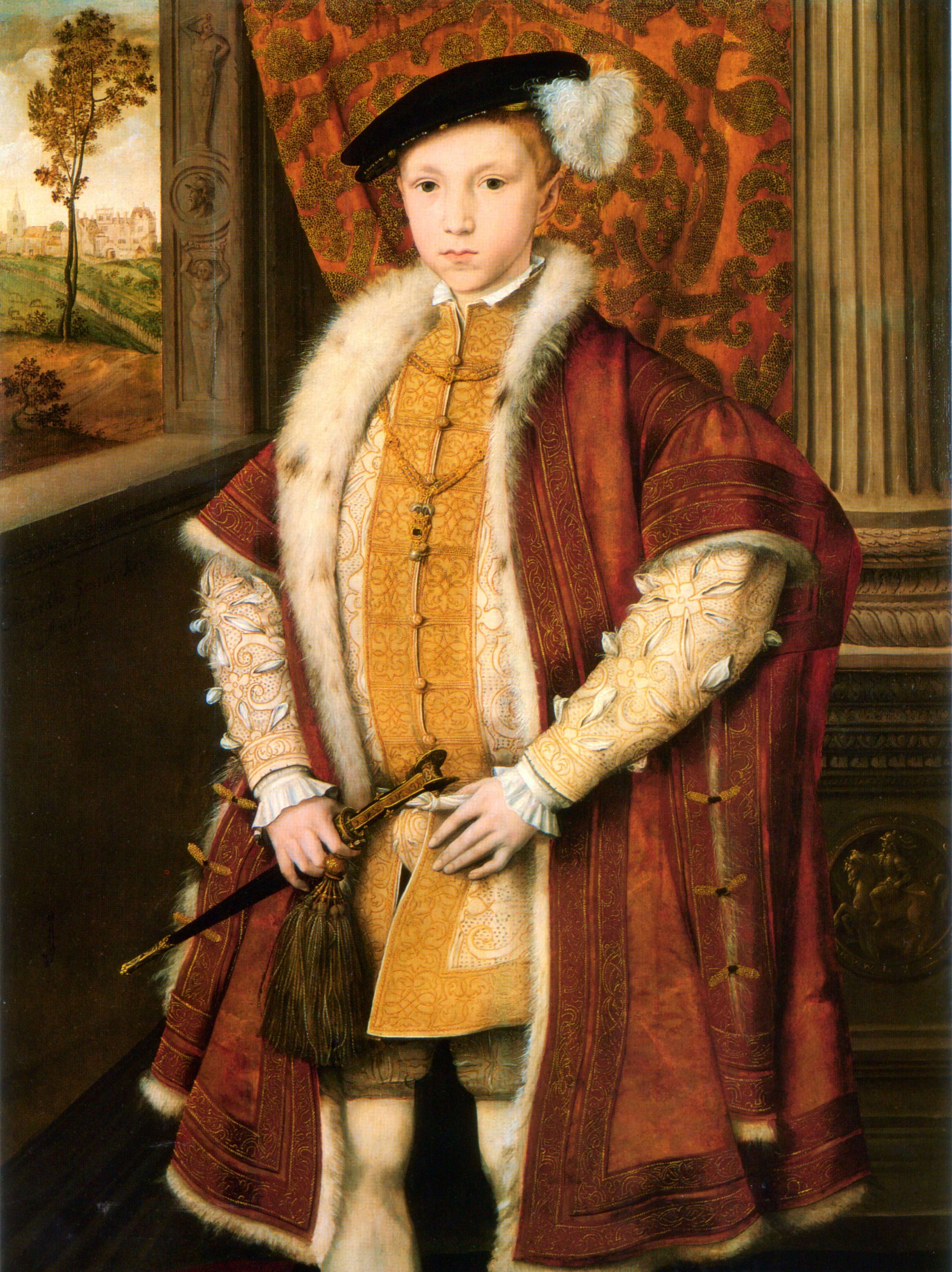
VI. Eduárd
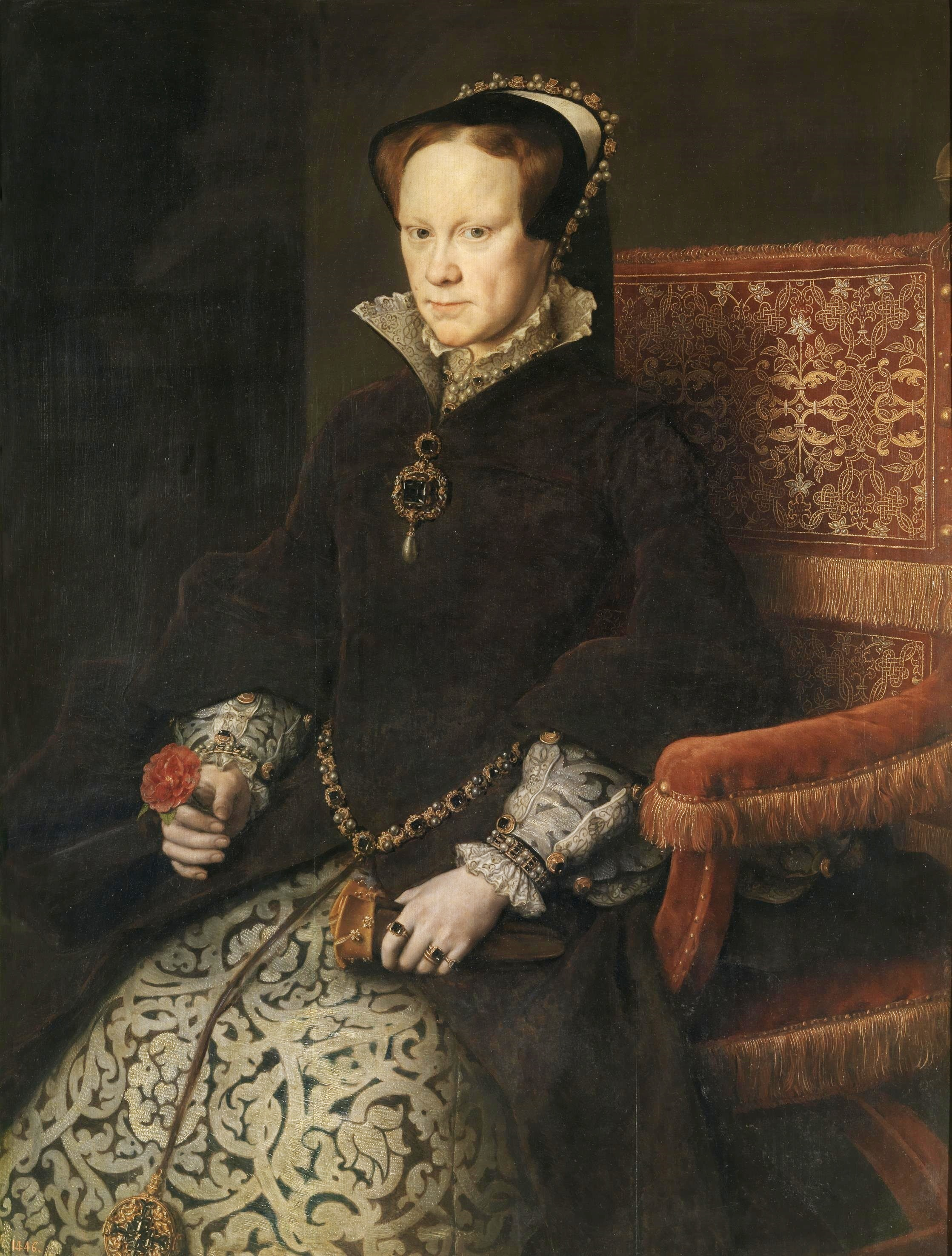
I. Mária
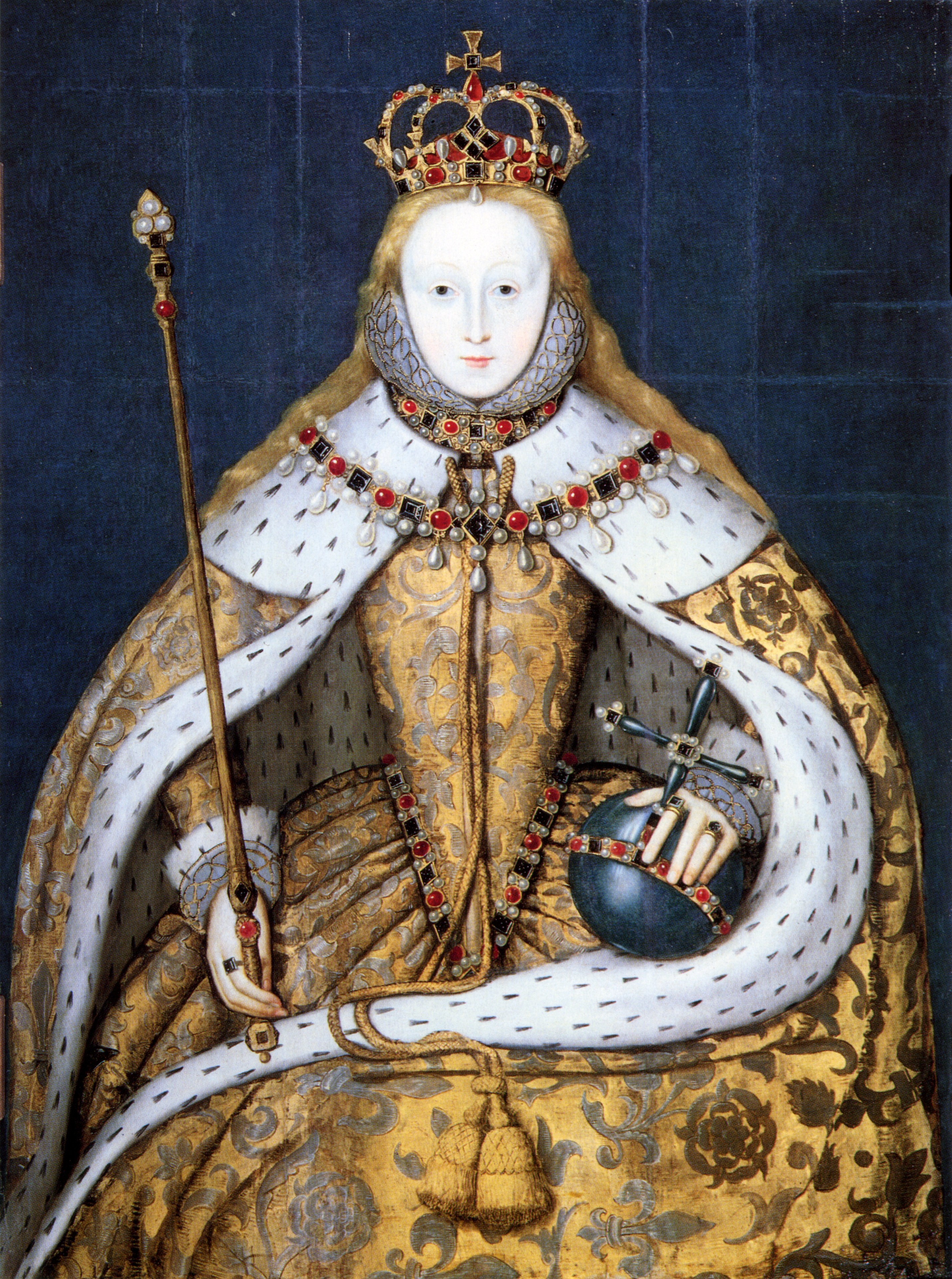
I. Erzsébet

## Érdekesség
A dinasztia a „York- és Lancaster-ház” megnevezést használta magára, a „Tudor” megnevezést későbbi koroktól kapták, ez utóbbi a 16. században egyáltalán nem volt használatban, sőt – walesi származásukat megalázónak tartva – a Tudorok tudatosan kerülték annak használatát. A korabeli angol nyelvű írott forrásokban mindössze egyszer fordul elő a „Tudor” név (a walesiekben gyakori volt), az is csupán egy olyan versben, amely I. Stuart Jakab trónra lépésének okán íródott – ebben az esetben a „Tudor” név a dinasztiaváltás tényét volt hivatott tudatosítani.